# بيتر بلمر
بيتر بلمر (بالإنجليزية: Peter Bulmer)‏ هو لاعب كرة قدم بريطاني في مركز ظهير ‏، ولد في 31 أغسطس 1965 في ليفربول في المملكة المتحدة. لعب مع بريستون نورث إيند ونادي تشستر سيتي ونادي ريل ونادي كوناهس كواي.